# Och varje mänska ska leva i frihet
Och varje mänska ska leva i frihet är en psalm med engelsk text som översattes till svenska 1970 av Lars Åke Lundberg. Texten är hämtad från Mikas bok 4:3-4. Musiken är från Israel.

## Publicerad i
- Psalmer och Sånger 1987 som nr 706 under rubriken "Tillsammans i världen".[1]
- Psalmer i 90-talet som nr 892 under rubriken "Tillsammans på jorden"
- Psalmer i 2000-talet som nr 957 under rubriken "Tillsammans på jorden"